# 棒球大聯盟角色列表
日本漫畫《棒球大聯盟》角色列表。

## 主要角色
茂野吾郎 / 本田吾郎
聲優：日本：熊井統子（第一季、劇場版（小學生））、森久保祥太郎（第二季～劇場版（青年））
台灣：楊凱凱（第一季）→錢欣郁（劇場版（小學生））、李景唐（第二季～劇場版（青年））
香港：莊巧兒（第一季、2nd）、郭俊廷（第二季、2nd）
本作的主角。1987年11月5日生，血型B型。身高180公分，體重75公斤。慣用手為右手。
投打：右投右打（幼稚園～小學生）→左投右打（中學生～大聯盟）→右投右打（馬林斯坦隊～高知鬥犬隊）
擅長球種：快速直球、子彈球、順時針指叉球、魔球G3（變速球）
最快球速：漫畫為102英哩（164公里）、動畫為103英哩（166公里）
| 球隊經歷             | 擔任位置          | 時期           | 年紀 | 隊伍所屬國家 |
| -------------------- | ----------------- | -------------- | ---- | ------------ |
| 三船少棒隊           | 投手              | 少棒篇         | 小學 | 日本         |
| 博多南少棒隊         | 一壘手 投手       | 劇場版、少棒篇 | 小學 | 日本         |
| 三船東中棒球社       | 投手              | 三船東中篇     | 初中 | 日本         |
| 海堂高中棒球社二軍   | 外野手 投手       | 海堂高中篇     | 高中 | 日本         |
| 聖秀高中棒球社       | 棒球社社長 投手   | 聖秀高中篇     | 高中 | 日本         |
| 安那罕鮭魚隊         | 投手              | 小聯盟篇       | 高中 | 美國         |
| 曼菲斯蝙蝠隊         | 後援投手          | 小聯盟篇       | 19歲 | 美國         |
| 日本棒球代表隊       | 中繼投手 後援投手 | 世界盃篇       | 19歲 | 日本         |
| 印第安那黃蜂隊       | 先發投手 後援投手 | 大聯盟篇       | 19歲 | 美國         |
| 橫濱馬林斯坦隊       | 外野手            | 夢想延續篇     | 34歲 | 日本         |
| 統一獅隊             |                   | 2nd小學篇      | 未知 | 台灣         |
| 中南美州冬季棒球聯盟 |                   | 2nd小學篇      | 42歲 | 中南美州     |
| 高知鬥犬隊           |                   | 2nd中學篇      | 未知 | 日本         |
幼稚園篇
馬林斯坦隊球員本田茂治的獨生子，母親過世後與父親相依為命。在茂治死於觸身球後，吾郎由幼稚園老師，同時也是茂治未婚妻的桃子領養。
此時球速已達90公里，海豚隊安藤教練想找他加入，但茂治曾說四年級時才能夠加入少棒隊。
三船少棒篇
熱愛棒球的小學四年級生，與養母星野桃子一同生活。優異的棒球天份遺傳自亡父本田茂治，不屈不撓的鬥志是其優點；相對的，缺乏團隊意識是吾郎今後成長必須克服的課題。養母星野桃子後來也和茂治的好友茂野英毅結婚，吾郎在這時也改姓茂野，並因為養父轉移球隊的關係轉學到福岡。
此時球速已達110公里。
博多南少棒時期
因茂野英毅轉隊至福岡，所以全家一起搬家到福岡去。雖然英毅下令禁止投球，但還是在對上北九州少棒隊再度上場投球，由於肩膀傷還沒好，因此投了沒幾局，開始發現自己的肩膀沒知覺，最後雖然贏了北九州少棒隊，但茂野也在投手丘上倒下了，右手也無法再投球。然而在英毅的建議下，吾郎開始改練左投。
三船東中篇
視棒球為生活重心的國三生，因英毅轉隊回橫濱而轉學至三船東中，一度加入足球社。吾郎急躁的個性時常招致危機，但最後仍加入棒球社與隊友一齊奮鬥。
此時球速已達130公里。
海堂高中篇
天生傲骨的個性，使得他一度拒絕進入海堂。然而為了增強實力，吾郎決心忍受一時之辱，這便是吾郎成長的證明。為了挑戰更強大的對手，吾郎奮勇向前!
此時球速已達155公里。
聖秀高中篇
誓言打倒海堂高中棒球社的熱血球兒!當初企圖單槍匹馬挑戰海堂，但是發覺獨自一人力量有限，於是召集夥伴一同為實現夢想而努力。
小聯盟篇
目標是兒時夢想的美國大聯盟，單槍匹馬闖入美國的日本人。單憑直球賭上一切。吾郎以顛覆常事的投球風格，朝大聯盟的頂點邁進。
此時球速已達102英哩。
世界杯篇
回國後，交給清水薰約定的簽名球，由於跟清水的首次約會告白成為戀愛關係。此後，知道世界盃棒球賽的消息，利用父親的關係進入代表隊當餵球投手，然而被京四郎指出所投的球是死球，並接受同樣也是大聯盟球員勝呂傳授的指叉球，後被日本代表總教練大木明的賞識，進而加入日本新生代球隊與全日本夢幻隊爭取進入日本代表，但吾郎感覺到他的實力不足以代表國家參賽，可是代表隊中大聯盟的兩大強棒都對吾郎很賞識。在代表隊有投手受傷後吾郎便被徵召入隊，挑戰世界頂尖選手!
此時球速達生涯巔峰104英哩。
大聯盟篇
結束世界盃後，吾郎回到黃蜂隊，展開大聯盟的挑戰，前半賽季擔任先發投手，後半賽季因終結者瓦茲腰傷，且明年有離隊的可能，教練團安排轉為終結者。
賽季過程卻是困難重重，賽季剛開始一度患上Yips（投球失憶症），此事被喬·吉普森知道後打電話黃蜂隊高層，並介紹心理醫生比利·奧利佛，後續喬·吉普森因看不下去吾郎和二世的低潮，逐結束退休生活回歸聯盟，並且以小聯盟重新出發，重新拼回大聯盟作為表率來鼓勵吾郎。
在第一年繳出了14勝10敗的成績，帶領黃蜂隊贏得北聯中區冠軍，到季賽末的時候患上血行障礙無法再出賽，導致球隊在聯盟冠軍賽中不敵鮭魚隊。
OVA篇
升上大聯盟第2年起以先發投手身分奪得2次勝投王、3次防禦率王，更得到2次賽揚獎。在25歲時因血行障礙復發，而轉成投球數較少的終結者，但還是得到了3次救援王；來美第9年(大聯盟第8年)28歲時與佐藤壽也一起帶領黃蜂隊贏得了世界大賽冠軍。之後繼續在大聯盟中活躍，5年後因左肩受傷（血行障礙又再次復發），手術後被判斷無法再投球而遭到黃蜂隊解約，於33歲時結束了大聯盟生涯，總計吾郎在MLB奮鬥了14年。
MLB退休後，吾郎表示不會放棄棒球，回國後積極訓練轉型成打者，進行2年刻苦的練習後，終於成功擠進開季名單，成為馬林斯坦隊先發第6棒左外野手。
2nd小學篇
2nd小學篇中，吾郎於40歲時，因為不甘於退休而跑到臺灣，加入中華職棒統一獅隊打球，背號仍然延續此前的56；42歲那年球季結束後又跑到中南美洲打冬季聯盟。
2nd中學篇
2nd中學篇中，44歲的吾郎因為年齡原因從中南美洲冬季棒球聯盟隱退回國，在打算完全退役時恰巧遇到兒子大吾所在的風林中學大多數2年級男性隊員因盜竊勸退以及總教練辭職一系列事情。在大吾的請求下開始親自教導大吾打棒球，並受此啓發以選手兼職教練的身份復出並加入四國島聯盟高知鬥犬隊。在得知大吾因風林高中棒球隊與辻堂中學棒球隊的練習賽中敗北並被佐藤壽也的兒子佐藤光嘲諷而失去信心後，決定親自擔任風林中學棒球隊的教練，但因為沒有教練證且仍為職業選手被時任風林中學校長的江頭刁難而罷休。
之後找到佐藤壽也請求其幫助指導風林高中棒球隊，在之後佐藤和清水大河被江頭刁難時亦給兩人提供了建議和鼓勵。
佐藤壽也（聲：大浦冬華（第一季、劇場版）、森田成一（第二季～世界大賽篇），台：林美秀（第一季）、賀宇傑（第二季～第三季）→何志威（第四季～第六季）→鍾少庭（世界大賽篇）香港：劉奕希（第二季））
本作第二男主角，茂野吾郎的摯友及勁敵。曾是大聯盟全壘打王，於42歲退役。育有1子佐藤(阪口)光。2nd三船少棒篇，曾指導大吾捕手接球、外野回傳及打擊的技巧，也透露跟妻子離婚。風林國中篇時，擔任風林國中棒球隊的監督。
| 球隊經歷           | 擔任位置 | 時期                  | 年紀     | 隊伍所屬國家 |
| ------------------ | -------- | --------------------- | -------- | ------------ |
| 橫濱少棒隊         | 捕手     | 少棒篇                | 小學     | 日本         |
| 友之浦中學棒球社   | 捕手     | 三船東中篇            | 初中     | 日本         |
| 海堂高中棒球隊二軍 | 捕手     | 海堂高中篇            | 高中     | 日本         |
| 海堂高中棒球隊一軍 | 捕手     | 海堂高中篇            | 高3      | 日本         |
| 東京勇士隊         | 捕手     | 小聯盟篇、大聯盟篇    | 19歲     | 日本         |
| 印第安那黃蜂隊     | 捕手     | 大聯盟篇              |          | 美國         |
| 紐約泰坦隊         | 捕手     |                       | 直到退休 | 美國         |
| 風林高中棒球隊     | 教練     | 2nd中學篇（前半部分） |          | 日本         |
| 風林大尾聯合棒球隊 | 教練     | 2nd中學篇（前半部分） |          | 日本         |
清水薰 / 茂野薰（聲：笹本優子，台：林美秀（第一季）、郭馨雅（第二季～第三季）→黃珽筠（第四季～第五季））→詹雅菁（第六季）→林沛笭（世界大賽篇））
本作的女主角，1987年12月10日生，O型，與吾郎是青梅竹馬。三船少棒隊時期與吾郎一同奮鬥。一直默默支持着吾郎。曾在三船少棒、三船東中、聖秀高中分別作為代替小森的捕手和強打者。性格好勝，有點男兒氣，但是也有純情的一面。小學時代加入三船少棒隊，並在這時開始暗戀吾郎。其後因吾郎不辭而別轉學到福岡而大怒。不過，當吾郎回來後和好如初，以後一直留意着吾郎。每當吾郎陷入低潮時，總在吾郎身邊鼓勵他，令吾郎重新振作。為人具正義感，小學生時，幫助被澤村欺負的小森，並邀請其加入三船隊。世界杯時，作為壽也之妹－美穗的依靠和傾訴對象，一直支持著她。後與吾郎結婚，並育有一男一女。在吾郎改姓後和成為戀人後，都稱吾郎為「本田」，結婚後才改稱「吾郎」。
- 位置
  - 棒球：右外野手（少棒時期）、捕手（少棒時期在小森受傷時及聖秀高中棒球部練習賽時）
  - 壘球：投手（國中・高中）、二壘手（大學）
- 投打：右投右打
- 背號：9（三船少棒）
- 身高/體重：160cm、49kg

少棒編
小學4年級時，受到同班的吾郎對棒球的熱情所打動，因而加入三船少棒隊。跳繩120次、二重跳18次的班級紀錄保持者，但對棒球毫不認識。在開始時連球也接不好，經吾郎的幫助下，慢慢進步，亦因此進一步認識到吾郎的過去。由於小森受傷，接替小森擔任捕手，經一週的努力，成功能接到吾郎的投球。
三船東中編
擔任三船東中壘球部的主將。因吾郎在小學時不辭而別轉學到福岡而大怒，但最後也原諒了吾郎並為新生的棒球部在縣賽中加油。由於希望與吾郎一同進入海堂高中，而在學期末努力學習，最終成功考入普通科，但發現海堂高中並沒有壘球部，經吾郎的勸說和自己的意願入讀聖秀高中。
聖秀高中編
擔任壘球部的王牌。高二第二學期時與以「打倒海堂」為目標入讀聖秀的吾郎再會。為幫助吾郎召募成員，在練習賽中擔任捕手，並介紹了橫濱少棒、青少棒的正規成員，自己的弟弟大河，入讀聖秀並加入棒球部。在海堂的對決中，一直默默凝視和支持吾郎到最後。高中畢業後入讀杏和女子學院大學。
世界杯編
大學時期繼續打壘球。在蝙蝠隊活躍的吾郎回國後，接受了吾郎的表白，正式成為情侶。在大一寒假期間到美國，為成為日本代表隊成員的吾郎加油。在美國偶遇壽也之妹－美穗，擔任兄妹間的中間人角色。
大聯盟編
由於希望與在大聯盟中活躍的吾郎再見面而四處兼職賺取旅費，而遲到壘球社的練習賽，更一度想退社，最終在小森、澤村等人的建議和深思後，決定繼續打壘球。在日本，和大河一起透過電視為吾郎所屬黃蜂隊的地區冠軍爭奪戰加油。
吾郎再度回國後，受蘇菲亞的說語所啟發，為「成為職業棒球選手的妻子的事」而煩惱。數年後與吾郎結婚，於吾郎奪得世界大賽冠軍的同日誕下長女泉美，3年後誕下長男大吾。
日本職棒編、2nd
已成為一對孩子的母親，吾郎因傷患從大聯盟退役而全家人回國生活。
喬·吉普森（聲：落合弘治，台：林谷珍（第一季）→梁興昌（第四季～世界大賽篇））
左投左打。身高：198 體重：105。背號：49(東京巨仁隊，動畫版為東京勇士隊)・35(舊金山槍隊，動畫版為舊金山守護者隊)・44(紐約巨人隊，動畫版為紐約泰坦隊)・18(世界盃美國代表)・13(芝加哥狂牛隊，動畫版為芝加哥猛牛隊、2A納什維爾公牛隊)
大聯盟的快速球投手。因投出觸身球而導致吾郎之父死亡，為贖罪而默默守護吾郎成長，吾郎亦視吉普森為代替亡父的目標而一直奮鬥。第一次跟吾郎互投後和解。在世界盃中倒下，心臟開刀後經過漫長的復健，重新復活，帶領猛牛隊拿下南聯中區冠軍，但在聯盟冠軍賽中被自己的兒子打敗。8年後成為突擊者隊總教練。
喬·吉普森二世（聲：浪川大輔、木村亞希子（幼年時期），台：何志威(第四季～)→鍾少庭（世界大賽篇））
三壘手。身高：185 體重：77。背號1號（3A奧克拉荷馬獵鷹隊）・21（世界盃美國代表隊）・4（德克薩斯突襲者隊）
喬・吉普森之子，金髮、藍眼，自尊心異於常人的強。德克薩斯突襲者隊的第4棒（原為第3棒），能左右開弓的天才型擊球手。吾郎赴美挑戰大聯盟時之宿敵，多次與吾郎決鬥。他曾當眾汙辱吾郎的父親說他跟他爸爸都是三流選手（因為他認為是本田家害他的媽媽、妹妹過世），最後跟吾郎約好，要是他被吾郎的球給三振，他就會跟他們父子道歉，最後吾郎在3A冠軍賽中三振了二世。

## 主角們的親族
本田茂治（聲：子安武人、加藤優子（少年時期），台：孫誠、林美秀（少年時期））
1963年生，吾郎的生父。投手→代打→一壘手，左投左打，背號44號。橫濱馬林斯坦隊。
原本是王牌投手，後因喪妻打擊導致傷勢復發，從此一蹶不振。在即將被釋出時轉型成為打者，並展現出極佳的球感與爆發力，與當時已在大聯盟發展如日中天的強投吉普森展開宿命的對決，在第二打席將其160km/h的快速球擊出全壘打。但在第三打席，被其158km/h的觸身球擊中頭部，倒下時後腦勺又撞到球棒，最終因顱內血腫於翌日逝世，終年31歲。
本田千秋（聲：日高範子，台：李明幸）
吾郎的生母，本田茂治的妻子，丈夫和孩子深愛的女人。在茂治升上一軍，首次在橫濱球場上場時，帶著吾郎前往觀賽，看到了茂治三振松居的精彩演出，賽後向茂治祝賀時突然頭痛暈眩，不久後因腦部疾病不幸過世。
星野桃子 / 茂野桃子（聲：野田順子，台：林美秀（第一季）→馬君珮（第二季）→龍顯蕙（第三季～第四季）→陶敏嫻（第五季）→詹雅菁（第六季）→石薇（OVA））
1971年生。吾郎的幼稚園老師，之後成為養母。容貌姿態與吾郎的生母—本田千秋很相似。在本田茂治的求婚下與之訂婚，不過在結婚前茂治便死去了，之後便領養了吾郎。三年後，被茂野英毅追求並與之結婚。
茂野英毅（聲：咲野俊介，台：曹冀魯（第一季）→梁興昌（第二季～OVA、劇場版））
投手，左投左打，背號17號（橫濱馬林斯坦隊，永久保留）・35（福岡獵鷹隊）
從茂治高中時代開始的好友，並為橫濱馬林斯坦隊的王牌投手。茂治死後三年，與桃子結婚並成為吾郎的繼父，在吾郎國三時（動畫中為高二）退休，世界盃時為日本代表隊的投手教練。
茂野真吾（聲：笹本優子（第二季）→岩村琴美（第三季以後），台：郭馨雅（第二季～第三季）→黃珽筠（第四季～第五季））
1998年12月生，英毅與桃子所生的兒子
因父親和兄長皆為職棒選手，然後自己體能和球技又不好，對其造成心理負擔而一度想放棄棒球。8年後，似乎在中學打棒球，髮型變為陸軍裝。
茂野千春（聲：金田朋子）
英毅與桃子所生的女兒。原作中在吾郎高一時的夏天出生，動畫中則改為冬天。
茂野泉美（聲：熊井統子→高森奈津美（2nd），台：石薇→張乃文（2nd））
吾郎的長女，於吾郎奪冠當天出身。小學時親眼觀看吾郎的比賽後開始喜歡棒球，並加入三船少棒隊。
茂野大吾（聲：澤城美雪→藤原夏海（2nd），台：劉凱寧→楊詩穎（2nd））
吾郎的長子，泉美的弟弟，小姐姐三歲。2nd的主角，是個很喜愛棒球的孩子，因為沒有才能而有一段時間自甘墮落，後被姐姐點醒後決定以捕手為目標，並且由壽也當自己的指導老師，到中學篇後擔任隊長，受到大家的信賴，而且觀察局勢和分析的能力都很強，身為隊長也會在乎隊友們的狀態，是個非常可靠的隊長。
本田義治（聲：田原阿爾諾，台：孫誠（第一季）→李世揚（第五季））
本田茂治的哥哥，吾郎的伯父，教導茂治打棒球的人。個性耿直憨厚，曾反對星野桃子收養吾郎，最後默默地支持吾郎。與妻子良枝育有2名女兒。
在世界盃決賽曾到場為吾郎加油。
本田良枝（聲：弘中久美子），台：李明幸）
本田茂治哥哥的妻子，吾郎的伯母，育有2名女兒，曾反對星野桃子收養吾郎，最後默默支持吾郎的成長。
佐藤美穗（聲：能登麻美子，台：陶敏嫻）
1990年6月25日出生，壽也的妹妹，於世界盃期間前往美國為壽也加油，當時使用假名「小野寺和香」與小薰相遇。
壽也的媽媽（聲：篠原惠美）
壽也和美穗的媽媽，對壽也相當嚴格。後因丈夫積欠債務，被迫丟下壽也跑路，因此對壽也感到相當愧疚。
清水的爸爸（聲：小形滿）
小薰和大河的爸爸。年輕時曾打過橄欖球，因此希望小薰能繼續打壘球。
清水的媽媽（聲：本井英美）
小薰和大河的媽媽。將小薰對吾郎的感情全看在眼裡，默默地支持著她。

## 三船海豚隊
- 本田吾郎
- 清水薰

小森大介（聲：釘宮理惠（小學）、宮田幸季（中學後），台：馬君珮（第二季）→龍顯蕙（第三季）→何志威（第四至六季））
7月20日生，捕手。右投右打，背號2號（少棒至高中）・23（大學）。三船海豚隊→三船東中→三船高中→日本教育大學。
父親曾是馬林斯坦隊二軍的捕手，因此具有棒球基礎，後被吾郎邀請進入三船海豚隊。在三船東中時擔任隊長，有著認真堅實的性格，曾與吾郎一起參加海堂的考試，結果沒有過，和三船東中時的同學山根、大林一起就讀三船高中。
高中畢業後入讀日本教育大學並且持續打棒球，大學畢業後成為業務員。
被三船海豚隊的安藤教練邀請為海豚隊周日時候的監督，在2nd中擔任虹之丘甲殼蟲隊的監督。
澤村涼太（聲：笹島芳（小學）、野島裕史（中學後），台：李明幸（第一季）→賀宇傑（第二季）→梁興昌（第五、六季））
8月17日生，中外野手。右投右打，背號8號。三船海豚隊→三船東中
以前欺負著小森，由於跟吾郎的相遇發現自己的錯誤，被小森原諒。小學原本就踢足球，後來和吾郎、小森成為朋友後自願加入三船海豚隊，國中繼續踢足球，是三船東中足球隊的隊長。第五季中提到腳受傷因而放棄，第六季中又提到改踢五人制足球。
前原篤志（聲：青山桐子（小學）、羽多野涉（成年），台：李明幸（小學））
游擊手。右投右打，背號6號。三船海豚隊
特徵是暴牙。常常抱怨訓練太困難而慫恿其他四人放棄，但最後關頭還是不放棄的熬過。第二季有個和他同樣樣貌的弟弟登場。
田邊誠（聲：伊藤亞矢子（小學）、保村真（成年），台：孫誠（第一季）→李世揚（第五季））
一壘手。右投右打，背號3號。三船海豚隊
長長的臉和厚嘴唇是特徵。
長谷川（聲：恒松步）
二壘手。右投右打，背號4號。三船海豚隊
小孩也在打棒球，曾和風林比賽
特徵是細小的眼睛。
夏目翔太（聲：木內玲子（小學）、浪川大輔（成年），台：林美秀（小學））
三壘手。右投右打，背號5號。三船海豚隊
五人中長得很好看。前原慫恿放棄時，他總是阻止。對於棒球也較認真的練習。
鶴田（聲：飯島美春（小學）、川田紳司（成年））
左外野手。右投右打，背號7號。三船海豚隊
戴眼鏡和鋸齒狀是特徵。
安藤（聲：石井隆夫，台：曹冀魯）
擔任三船海豚隊的教練。安藤運動用品店的老闆。
看到吾郎幼稚園時的投球很佩服，希望能讓吾郎加入自己的球隊，並讓他發育未健全的吾郎投硬式棒球，但卻被吾郎的父親茂治拒絕。有個兒子叫隆文，希望兒子將來也能成為很棒的投手而猛烈特訓，使隆文的手肘（動畫是肩膀）受重傷，無法投球而自責，差點就重蹈覆轍發生在吾郎身上。
2nd時已退休，聽到大吾想要當捕手，就把全套的捕手護具借給小薰。
吉野信二（聲：小林由美子）
三船海豚隊的後進，現任王牌。知道在海豚隊代理總教練的小森其實並不是大學棒球隊的先發後，對他產生不信任感，但在看到小森的努力後有所改觀。
勝義（聲：水田山葵）
三船海豚隊的後進。

## 橫濱少棒隊
樫本修一（聲：楠大典，台：林谷珍（第一季）→李世揚（第二～四季））
橫濱少棒隊的教練。前馬林斯坦隊球員，與吾郎的亡父茂治曾是在少棒時期時的棒球夥伴。曾是甲子園的準優勝投手。
於動畫原創中，在吾郎讀聖秀高中時因受山田老師的請求而跟英毅一起教聖秀棒球隊的基礎，而讓聖秀棒球隊從同好會變成正式社團。
川瀨涼子（聲：遠藤久美子）
1985年5月5日生，投手。右投右打。背號15號。橫濱少棒隊→大磯國際大學
橫濱少棒隊的女性投手，來自美國的歸國子女。因為對吉普森的憧憬開始了棒球，投球姿勢與吉普森相似。
國中時曾經女扮男裝加入棒球社，大磯國際大學時會投滑球。
與茂野(本田)吾郎有若有若無的情感，與佐藤壽也則像似姐弟情感，曾對眉村健有好感但最後不了了之。
动画第五季中，看了吾郎在世界盃投球後，決心去參加獨立聯盟的入團測驗。
原作中只出現在少棒篇，「角色名鑑」的短篇中一飾兩角，在棒球社謊稱涼子的弟弟「涼太」。
真島（聲：水澤史繪，台：李明幸）
三壘手。右投左打。背號5號。
擁有高度自尊心及堅強實力的強打者。
江角（聲：松本幸）
投手。左投左打。背號1號。擅投曲球。
菊地
投手。右投。背號10號。代替江角的第二任投手，也會投曲球。

## 三船東中
大林雅彥（聲：長谷川步，台：梁興昌）
三壘手・投手（中學）、一壘手（高中）。右投右打。背號1號（吾郎入部前）→5（吾郎入部後）→3（高中）。
雖然身材高大，但性格懦弱。與小森、山根一起進入三船高中就讀，並擔任第3棒。
山根義隆（聲：荻原秀樹，台：梁興昌（第二、三季）→李世揚（第四、五季））
右外野手・三壘手（〜中學二年）、一壘手（中學三年）、投手（高中）。
左投右打（右手臂受傷後）。背號3號（中學）→1（高中）。
在國中時因學校的暴力事件而被弄傷右肩（動畫版是練習賽中上壘時被自己學長假藉觸殺而打傷），因此對於有關學校棒球社的事情相當痛恨、自暴自棄，成為一名不良少年。在吾郎進入三船東中與其經歷一番事件後，改過向善並繼續打棒球，也見到吾郎練成左投的決心與毅力，因此也與吾郎一樣決心練成左投。與小森、大林一起進入三船高中就讀，並擔任第5棒投手，與小森共同成為三船高中的最佳投捕搭檔。吾郎看到其轉為左投手有成而決定不轉學到三船高中。
及川（聲：武内健，台：李世揚（第二季）→李景唐（第四季）→梁興昌（第五季））
中堅手・右外野手。右投右打。背號8號。
與山根開始一起接觸棒球，前不良少年。因為練習時接到小森的球而開始對棒球有興趣，是球隊中的第一棒。高中畢業後沒有繼續升學，在工地工作。
牟田（聲：桐井大介，台：賀宇傑（第二季）→何志威（第四季）→李世揚（第五季））
投手・三壘手・中堅手。右投右打。背號10號。
聽從山根的勸告開始接觸棒球，前不良少年。
宮本（聲：河野裕）
游擊手・三壘手。右投右打。背號5號（吾郎入部前）→6。
矢部（聲：茂木滋）
二壘手・游擊手。右投右打。背號6號（吾郎入部前）→4。
廣崎（聲：三本政樹）
左外野手。右投右打。背號7號。
庄司（聲：森伸）
右外野手・二壘手。右投右打。背號4號（吾郎入部前）→9

## 海堂高中

### 夢島組
三宅陽介（聲：宮下道央，台：李世揚）
2月21日生，三壘手・右外野手。右投左打。背號15號。176cm。63kg。
大阪浪速隊出身。雖然打擊力稍弱，不過腳程飛快。
泉祐一（聲：太田哲治，台：郭馨雅）
12月19日生，游擊手。右投右打。背號6號。165cm。58kg。
神奈川橫須賀隊出身。擅長短打的1、2棒選手。
寺門健一（聲：松林大樹）
5月12日生，投手・左外野手。右投右打。184cm。80kg。
東京葛西隊出身。活用身高優勢，擁有球威的投手。
丸山智（聲：白熊寛嗣）
投手・一壘手。右投。
夢島組的投手中成績最為優秀。絕對服從球隊的指示。
國分篤（聲：河杉貴志，台：郭馨雅）
8月21日生，二壘手。右投右打。背號14號。169cm。59kg。
北海道苫小牧隊出身。個頭雖小，但也是個充滿毅力的努力派選手。
兒玉憲太郎（聲：武藤正史，台：李世揚）
4月1日生，三壘手・一壘手・左外野手。右投左打。背號13號。178cm。70kg。
埼玉川越隊出身。擁有自傲的長打力，也有任性的一面。
草野秀明（聲：下山吉光，台：李世揚）
4月26日生，中堅手。左投左打。背號8號。178cm。65kg。
一個擁有身為中堅手的自尊的選手。畢業後加入日本職棒雪豹隊，後來轉至京阪老虎隊，象徵中的阪神虎

### 特別資格生組
眉村健（聲：保村真，台：李世揚（第二、三季）→梁興昌（第四、五季、OVA））
12月25日生，A型，投手。右投右打。背號1號（高中）・18（橫濱馬林斯坦）・23（世界盃日本代表）・13（德州突襲者）。
和吾郎同樣是擅長子彈球的投手。为人冷淡，鲜有表情，但内心很容易害羞。習慣在賽前到廁所聽古典音樂來提高集中力，实为减压。
小學時曾打過躲避球，中學三年級於神奈川縣大賽第一場比賽帶領海堂附中以19:0提前在第4局倒扣吾郎所屬的三船東中，讓吾郎體認到自己只是井底之蛙；升高一後便獲得一軍隨隊的資格，是吾郎高中时亟欲超过的目标，后來感嘆吾郎是自己棒球生涯的劲敌。
畢業後加入橫濱馬林斯坦隊。8年後進入大聯盟成為德克薩斯突襲者隊的主力投手，在世界大賽第7戰擔任先發投手與印第安那黃蜂隊爭奪世界冠軍，7局時被佐藤擊出追平滿貫砲，黯然退場。
漫畫720話，已經和靜香結婚，並育有一女一男。
2nd和靜香生下雙胞胎姊弟眉村道壘和眉村涉。
投捕組合:
- 米倉（對夢島隊）
- 佐藤壽也（高三甲子園、世界盃期間）
- 傑夫·基恩（德州突襲者隊）

阿久津（聲：谷山紀章，台：梁興昌）
投手。左投左打。背號10號（高中）・16（新生代球員選拔）。擅長投蝴蝶球及指叉球，與眉村一樣是高一就能於一軍隨隊的選手。畢業後加入廣島東洋鯉魚，擔任佈局投手。
2nd已經從日本職棒界引退並成為海堂附中棒球隊監督。
市原（聲：森伸，台：賀宇傑）
投手。右投右打。背號12號，與眉村一樣是高一就能於一軍隨隊的選手。
大場（聲：川野剛稔，台：李景唐）
一壘手。右投右打。背號3號。
渡嘉敷（聲：阪口大助，台：賀宇傑）
二壘手・投手。右投右打。背號4號。擅長短打。
藥師寺（聲：桐井大介，台：梁興昌（第二～四季）→李世揚（第五季））
三壘手。右投左打。背號5號。畢業後加入琦玉東武獅隊，即日本職棒埼玉西武獅。
2nd已經從日本職棒界引退改當體育新聞記者。
石松（聲：藤田圭宣，台：李景唐）
左外野手。左投左打。背號7號。
矢尾板（聲：後藤哲）
右外野手。左投左打。背號9號。
米倉（聲：川上貴史，台：李世揚）
捕手。右投左打。背號17號。

### 過去的選手
千石真人（聲：竹本英史）
一壘手。左投左打。背號3號（高中）・10（新生代球員選拔）。
吾郎在學時的海堂一軍第四棒。雖然是個經常把女孩子帶進練習場的輕佻男子，但他是擁有一流打擊實力的棒球選手。後加入日職山羊角隊。
榎本直樹（聲：櫻井孝宏）
投手。右投右打。背號1號（高中）。
吾郎在學時一軍的王牌投手，和吾郎、眉村同樣是子彈球的投手。在自己的球被打出去時會生氣，此時他的球速會加快5~10公里。
有個長相和球技一樣的弟弟在第三季中於二軍打球。
早乙女武士（聲：川島得愛、齋賀光希（少年期））
已故。15年前的海堂王牌，早乙女義治的長子，泰造、靜香的大哥。當年即將打進甲子園的前夕，因長年積勞，身體不堪重負而逝世。

### 教職員
早乙女義治
海堂高中棒球部的總監督，未正式登場。
在長子早乙女武士過世後接手海堂棒球部，創造出「制式棒球」。
早乙女泰造（聲：三宅健太，台：梁興昌）
早乙女總監督的次子，靜香的二哥，與靜香同樣有著失去哥哥武士的悲傷記憶。
控管著二軍選手們的體能狀態，技術一流的體能訓練師。體格高大壯碩，但言行打扮卻有些女性化。感覺到吾郎的出現，或許能讓早乙女家和海堂擺脫哥哥死亡的陰影，因此熱情地引導吾郎教育他正確且安全的運動觀念。
早乙女靜香 / 眉村靜香（聲：大原沙耶香，台：馬君珮→龍顯蕙，港：張雪儀）
海堂二軍的總教練。早乙女總監督的女兒。
當年失去熱愛棒球的大哥武士而深受打擊，因此徹底執行海堂的棒球指導原則，嚴格管理選手。因吾郎對棒球的激情與熱愛違背海堂的制式棒球，並想起自己因在棒球比賽中，全力付出而早逝的哥哥，故最初想將吾郎退社，後來選擇支持吾郎的夢想，一直關注着吾郎的成長。
漫畫720話，已經和眉村健結婚，並且有兩個孩子。
在2nd時再生下雙胞胎姊弟。
江頭哲文（聲：中村大樹，台：李世揚）
海堂棒球部的領隊經理。本作的壞人角色，為人陰險狡詐冷酷，時常把學生當物品操控，得知吾郎的身世後，更意欲將黑手伸向吾郎，由於吾郎的任性向他拒絕留在海堂培育的邀請，因而四處威脅各地高中，讓吾郎無法加入別所高中棒球隊；後更於與聖秀的練習賽中教唆蒲田踩傷吾郎的右腳。縣大賽時向壽也等人自白被錄音揭發，因而被解雇。
在2nd時當上風林學園校長，永遠都忘不了對吾郎的仇恨，當大河和吾郎希望能當風林中學棒球社的總教練時，都以沒有教練執照的理由而拒絕他們，但壽也因為有執照所以認可當他們的監督，但真正目的是希望停止風林中學棒球社繼續社團活動。
伊澤（聲：白熊寛嗣）
動畫版為井澤。海堂一軍的總教練，負責率領海堂出外征戰。於聖秀戰中與早乙女兄妹配合，導致江頭的自白被錄音揭發。
周防（聲：後藤哲夫，台：賀宇傑）
海堂選手培訓所夢島的管理者。曾以魔鬼教頭的身分率領海堂打出名號，但在早乙女武士過世後，負起責任辭去總教練一職。
乾（聲：高瀨右光，台：梁興昌）
在周防底下擔任夢島的教官。10餘年前的海堂高中第四棒。
面對不服從指導原則的吾郎，私下奉勸他轉學，但後來看中他的天賦，說他有成為怪物的資質，並向總教練建議再給吾郎一次投手適任審查之機會。
在2nd時，為東斗少棒隊的總教練。
大貫明夫（聲：廣田行生）
海堂的球探，看上吾郎的資質，欲以特資生的身分挖角吾郎，但被吾郎嚴詞拒絕。
北川（聲：東地宏樹）
海堂編成擔當部部長，負責監考棒球部的招生考試。

## 聖秀高中
清水大河（聲：朴璐美，台：郭馨雅（第三季）→黃珽筠（第四季、第六季第10話）→陶敏嫻（第五季）→詹雅菁（第六季）→林沛笭（世界大賽篇））
游擊手→投手→右外野手（手指骨折時）。右投左打→左投左打（僅於漫畫中與海堂高中一戰時）。背號6→1→10→9號（動畫：背號6→1→6號）。
清水薰的弟弟。因為姊姊曾在第22集跟他講棒球很好玩而開始對棒球有興趣。曾在橫濱少棒隊打過5年棒球。身材雖小，心智卻比同齡的人成熟許多，說話也經常一副小大人模樣。
吾郎引退後，有不少對吾郎慕名的球員加入聖秀棒球隊，所以2年級之後以游擊手為主。3年級最後的夏天於縣大賽16強賽不敵坂見台高中，無緣再度與海堂對決。
在動畫原創劇情中喜歡綾音，第一次約會在第94集，他們一起去偵查下一場比賽的高中，是大河主動邀約的。
世界大赛篇中透露其毕业后成为了理发师并开设了自己的理发店，2nd中学篇中因车祸导致惯用手受伤而开始自暴自弃，但之后在姊姊的鼓励下重新树立起信心并在寿也的帮助下开始兼职鳳林高中棒球隊（之后的風林大尾聯合棒球隊）教练。
藤井（聲：草尾毅，台：李世揚（第三～五季）→何志威（第六季））
二壘手。右投右打。背號4號。曾經擔任過兒童棒球隊4棒，第一個加入棒球社。對清水薰有特別的好感，自稱聖秀高中棒球隊副隊長，但實際上沒有話語權，其球技也不出色，常常拖累聖秀其他球員。但關鍵時刻還是有好的表現，對戰三船將山根的快速球打出一分打點的一壘安打；對戰海堂將阿久津的蝴蝶球打出一分打點的二壘安打，高中畢業後與田代成為重考生。上大學後與美保交往。
在2nd中擔任三船海豚隊教練，已與美保結婚。
田代（聲：森訓久，台：李世揚（第三、四、六季）→李景唐（第五季）→梁興昌（2nd））
捕手。右投右打。背號2號。曾在少棒及青少棒中，擔任過5年的捕手，因為父親要求繼承家族企業，所以安排他去念沒有棒球社的聖秀，導致放棄了棒球，因此吾郎要成立棒球隊時與其發生強烈的對立，之後被吾郎感動而全心投入，重新開始打棒球，找回了熱血男兒的真實一面。成為聖秀高中棒球社副隊長。高中畢業後與藤井成為重考生。
縣大賽第1戰對上陽花高中的比賽，1個人打下了5分的打點，並打出逆轉的滿貫全壘打。對陣久里山的比賽中打出逆轉全壘打。
在2nd中擔任三船海豚隊監督。
內山（聲：保志總一朗，台：何志威）
三壘手。右投右打。背號5號。個性較開朗，身材略胖，國中曾經打過籃球，家中有一對弟妹，之後被吾郎感動而全心投入棒球社。
宮崎（聲：羽多野涉，台：梁興昌）
一壘手。右投右打。背號3號。個性內向孤僻，因自我運動神經不好曾遭身旁朋友嘲笑，身材較高，戴著眼鏡，曾反對棒球而貿然離開，之後被吾郎的朋友友誼感動而加入棒球社。
山本（聲：松林大樹）
左外野手。右投右打。聖秀高中外野三人組之一。
高橋（聲：柿原徹也）
中外野手。右投右打。聖秀高中外野三人組之一。
野口（聲：太田哲治）
右外野手。右投右打。聖秀高中外野三人組之一。
服部（聲：逢坂力）
游擊手。右投左打。起初因藤井以球經的照片招募球員而入隊，雖然是替補，但有時也會擔任先發游擊手或是外野手。個性平穩沉著，國中曾是田徑好手，腳程快、打擊偏向內野安打，藤井畢業大河回歸游擊手後，轉任二壘手。
澀谷（聲：豐永利行）
投手。右投右打。因崇拜吾郎而放棄名校推薦、加入聖秀的選手，誇下海口要憑一己之力打敗海堂，因而被田代教訓；在初登板時一度喪失信心，在大河的激勵下振作，之後逐漸成長為聖秀的二代王牌。
中村美保（聲：植田佳奈，台：龍顯蕙）
聖秀高中棒球隊的領隊兼任社團經理。
聖秀高中的學生，與吾郎同班，也對吾郎有著強烈的興趣。大學時代與藤井交往。
和藤井是青梅竹馬，原是田徑隊，曾被藤井碰撞摔傷，升大學時考慮重返。
在2nd中，與藤井結婚，育有千代及千里2女。
鈴木綾音（聲：茅原實里，台：馬君珮（第二季）→龍顯蕙（第三季））
聖秀高中棒球隊的紀錄員兼任社團副經理。
佐藤壽也的中學學妹，中學時代見過茂野吾郎。最初暗戀佐藤壽也，後來喜歡清水大河。在動畫第94集中和大河正式開始交往也是第一次約會，是大河主動邀約的。
原作中僅於壽也中學時代登場，聖秀時期之情節為動畫原創。
山田一郎（聲：堀內賢雄， 台：何志威）
歸化日本籍的美國人，原名是史帝芬·提摩西，在聖秀高中教英文，同時擔任聖秀高中棒球社的指導老師。
茂野英毅（聲：咲野俊介，台：梁興昌（第三季））
茂野吾郎繼父，擔任聖秀高中棒球隊臨時投捕教練，公私分明，即使是吾郎犯錯也會嚴厲處置。
樫本修一（聲：楠大典，台：林谷珍（第一季）→李世揚（第二～四季））
吾郎父親的好友，擔任聖秀高中棒球隊臨時守備教練兼任打擊教練，凡事要求動作確實。
原作中並無出現。

## 久里山高中
香取（聲：川田紳司，台：李世揚（第二、三、五季））
投手。右投右打。背號1號（高中）・21（新生代球員選拔）。個性很像女人的投手。擅長側投投高速滑球。在第二季的海堂入學考最終測驗球賽，與唐澤一起被壽也擊出再見全壘打刷掉出局。進入久里山高中後一心想打倒海堂高中，以其犀利無比的滑球為關鍵球。在聖秀戰被吾郎擊出兩分全壘打追平，再被田代打出一分全壘打反超比分，九局下進攻時，他欲跑回本壘時被田代觸殺，以一分之差落敗。畢業後加入日職鳳凰隊。
唐澤（聲：下山吉光，台：梁興昌（第二、三季）→李景唐（第五季））
捕手（動画第五季是一壘手）。右投左打。背號2號（高中）・3（新生代球員選拔）。擅長抓準揮棒時機的強打者。在第二季的海堂入學考最終測驗球賽，與香取一起被壽也擊出再見全壘打刷掉出局。進入久里山高中後一心想打倒海堂高中。在聖秀戰從吾郎手中擊出兩分全壘打領先，最終九局下進攻時，以一分之差落敗，比賽結束後與香取、多岐川等人給吾郎獻上祝福，要小心應對海堂。畢業後加入日職中京隊(影射中日龍隊)。
多岐川（聲：吉野裕行，台：李世揚（第二季）→何志威（第三季））
游擊手。右投右打。背號6號。自稱平塚之多岐川。跑步速度相當快，但持久力不足。在第二季的海堂入學考第三回戰測驗的PK戰被吾郎刷掉出局。後來跟香取和唐澤一起進入久里山高中，但主要還是個笑點角色。

## 陽花高中
岡本總教練（聲：千田光男）
陽花高中的總教練，以豐富的比賽經驗識破吾郎的腳傷。
立石（聲：佐藤利奈）
陽花高中的球經兼紀錄員，同時也負責情蒐，對棒球相當了解。

## 曼菲斯蝙蝠隊
陣內愛麗絲（聲：榎本溫子，台：黃珽筠）
擔任蝙蝠隊代理老闆的日裔美國人，親自進入休息區，展開獨樹一格的加油方式。
卡特（聲：浦山迅）
總教練，背號77號。受到上級的指示，帶隊原則為保障球員健康、讓每個球員發揮自己的長處以升上大聯盟，後因受到吾郎與山德士的感召，開始以球隊戰績為重。
霍里斯特（聲：金光宣明）
投手教練，背號72號。
喬·山德士（聲：石井康嗣，台：李世揚）
34歲，捕手，右投右打，背號8號。生涯都在小聯盟奮鬥，碰上吾郎後成為伙伴，並相約要替蝙蝠隊拿下3A的冠軍。由於年紀與處事態度的關係，被隊上球員稱為「上士」。
傑夫·基恩（聲：森川智之，台：梁興昌）
捕手，右投左打，背號7號。曼菲斯蝙蝠隊（小聯盟3A）→印第安那黃蜂隊（大聯盟）→德克薩斯突襲者（大聯盟）
擁有一流之配球功力與打擊實力，不管在3A還是大聯盟，皆擁有不錯的表現而穩居先發位置（在3A時取代山德士的先發捕手位置）。對於引導吾郎的配球有相當大的助益。
切羅基（聲：白石充）
一壘手，右投左打，背號5號。
凱洛格（聲：加藤寬規）
二壘手，右投右打，背號2號。一心只想拚上大聯盟，但在終於等到擴編登錄的機會時，卻因家庭因素不得不放棄，離隊前與大家約好一定會重回球場。
巴特勒（聲：中國卓郎）
三壘手，右投右打，背號1號。原先毫不在意球隊戰績，只想著如何提升個人數據以升上大聯盟，後因遇到吾郎而改變自己的態度。
洛伊（聲：羽多野涉，台：何志威 → 鍾少庭[世界大賽篇]）
游擊手，右投左右開弓（動畫中為右投左打），背號4號。腳程快、有著高上壘率的開路先鋒，但在守備方面穩定度不夠。後與吾郎一同升上大聯盟。
摩根（聲：河本邦宏）
左外野手，左投左打，背號3號。
凱雷德（聲：金谷英孝）
中外野手，右投右打，背號10號。有喜歡追打偏高壞球的習慣。
丹士頓（聲：金光宣明，台：梁興昌）
右外野手，右投右打，背號13號。打擊能力強，常常把球轟出場外，但是多次在大聯盟與3A間升升降降。
凱薩達（聲：金光宣明）
先發投手，左投，背號11號。和丹士頓一樣都是數度在大小聯盟間升降的球員。
馬特（聲：白石充）
先發投手，右投，背號18號。曾擔任蝙蝠隊開幕戰先發投手，在9月擴編時升上大聯盟。
班吉·威爾森（聲：三宅健太）
先發投手，右投，背號53號。擔任3A冠軍賽首戰先發。
佛朗克（聲：白石充）
中繼投手，右投，背號32號。常因投不進好球帶而被山德斯教訓。
凱文·柯頓（聲：三宅健太）
愛麗絲的保鏢兼司機，身材高大壯碩。
湯姆（聲：石塚運昇）
蝙蝠隊的老闆，愛麗絲的外公。非常熱愛棒球，一直期望有生之年能再看到蝙蝠隊奪冠。

## 世界盃球隊

### 日本隊
佐佐木總教練（漫畫為大木明）（日：廣瀨正志、台：何志威）
不看選手名聲的總教練，以前歐力士野牛總教練仰木彬所創造的角色。
佐伯京四郎（漫畫為鈴木小次郎）（日：內田夕夜、台：李世揚）
以美國職棒大聯盟退役打者鈴木一朗所創造的角色。
相當欣賞藝高膽大的吾郎，並向總教練推薦他入選國家隊。
劇情中的大聯盟，隸屬於西雅圖海鷗隊（西雅圖水手）。
板尾（漫畫為松尾）（日：乃村健次、台：何志威）
以美國職棒大聯盟退役打者松井秀喜所創造的角色。
劇情中的大聯盟，隸屬於紐約泰坦隊（紐約洋基）。
天童辰夫（日：小杉十郎太、台：梁興昌）
日本職棒連續五年的救援王，也是日本代表隊預定的終結者。
在世界盃預賽時手肘就受了傷，對於自己終結者位置被茂野搶走十分不滿；後來對上韓國隊之戰中繼解決打者後手傷復發提前退場，賽後茂野勸他打消退休念頭接受手術。
劇情中的日本職棒，隸屬於大阪公牛隊（歐力士猛牛）。
勝呂（漫畫為野呂）（日：松本保典、台：何志威）
以美國職棒大聯盟退役投手野茂英雄所創造的角色，日本隊通過亞洲預賽後，因受傷退出代表隊，由茂野替補入隊。
在沖繩集訓期間傳授茂野指叉球的握法及訣竅。
堂本（漫畫為堂島）（日：金光宣明、台：梁興昌）
以美國職棒大聯盟退役打者城島健司所創造的角色。日本代表隊主戰捕手。
在比賽中途受傷，將主戰捕手位置讓給佐藤壽也。準決賽以代打上場，決賽以指定打擊身分先發。
原田（漫畫為松若）（日：中國卓郎）
以美國職棒大聯盟退役投手松坂大輔所創造的角色，日本代表隊的新生代王牌投手。
劇情中的日本職棒，隸屬琦玉東武獅隊（埼玉西武獅）。
岩井
以美國職棒大聯盟退役投手石井一久所創造的角色。原作中對上古巴隊的先發投手。
上平（日：白石充）
以美國職棒大聯盟退役投手上原浩治所創造的角色。東京勇士隊的王牌投手，日本代表隊右投。
對韓國代表隊先發7局無失分，與美國代表隊的冠軍戰因為脖子扭傷把先發讓給了眉村。
杉浦（日：羽多野渉）
以日本職棒退役投手杉內俊哉所創造的角色。動畫中對上古巴隊的先發左投。
篠部（漫畫為渡部）（日：羽多野渉）
以日本職棒退役投手渡邊俊介所創造的角色，日本代表隊的中繼右投。
黑場
以美國職棒大聯盟退役投手黑田博樹所創造的角色。日本代表隊中繼右投。
松若與渡部在對委內瑞拉戰壓不住陣腳，黑場上場投了三局無失分。
小和野
以美國職棒大聯盟退役投手和田毅所創造的角色，日本代表隊的中繼左投。
谷本
以日本職棒退役打者谷繁元信所創造的角色。日本代表隊三號捕手。
山中（漫畫為光中）（日：松本保典，台：李景唐）
以日本職棒退役打者松中信彥所創造的角色。日本代表隊第三棒一壘手，是日本職棒首屈一指的砲手。
谷口（漫畫為樋口）（日：堂坂晃三）
以日本職棒退役打者井口資仁所創造的角色。日本代表隊第二棒二壘手。
岩岡
以美國職棒大聯盟退役打者岩村明憲所創造的角色。日本代表隊三壘手。
川端（漫畫為木端）（日：金光宣明）
以日本職棒退役打者井端弘和所創造的角色。日本代表隊游擊手。
在多明尼加代表隊的比賽中突襲短打引發逆轉。
福原（漫畫為吹留）（日：中國卓郎）
以現役日本職棒中日龍外野手福留孝介所創造的角色。日本代表隊外野手。
西村（漫畫為三田村）（日：保村真）
以日本職棒退役打者多村仁志所創造的角色。日本代表隊中外野手。
笠倉（漫畫為笠原）（日：水島大宙）
以日本職棒退役打者小笠原道大所創造的角色。
長髮和鬍子為其特色。
山崎
以美國職棒大聯盟退役打者川崎宗則所創造的角色。
青星
以日本職棒退役打者赤星憲廣所創造的角色。

### 委內瑞拉隊
西爾瓦（日：勝杏里、台：何志威）
右投左打 游擊手
大聯盟土狼隊的第4棒，在第2輪的比賽中被吾郎的指叉球和快速直球三振。
桑契斯（日：小山剛志、台：李世揚）
大聯盟安那罕鮭魚隊的王牌投手，春訓時曾和茂野同隊，得過2次賽揚獎。控球能力相當精準，比賽中是個慢熱型投手。
瓦倫茲艾拉（日：羽多野涉）
大聯盟亞利桑那老鷹隊的王牌救援投手。是以美國職棒退役投手法蘭西斯科·羅德里奎茲所創角色。
對日本和美國之戰擔任救援都被擊出致命的滿壘全壘打。使得委內瑞拉只以第二名成績進入準決賽、準決賽輸給美國隊。
蒙坦納
得過勝投王頭銜的大聯盟投手，在委內瑞拉隊是實力最強的左投王牌投手，以美國職棒大聯盟退役球員Johan Santana為原型。
對日本之戰因保留到對多明尼加所以未上場，對多明尼加與美國之戰擔任先發未失分。
貝德紐
右投右打 中堅手
大聯盟亞特蘭大鬥士隊(亞特蘭大勇士)的強打者，下放小聯盟期間被吾郎三振過。

### 韓國隊
安清源（日：坪井智浩）
活躍在大聯盟的韓籍投手，人稱「韓國火箭」，大聯盟坦帕灣黃棕隊投手。是以退役投手朴贊浩所創造角色。
伊順南（日：金光宣明）
東京勇士隊的強打，佐藤壽也的隊友，非常會打直球。是以韓國職棒、日本職棒退役一壘手李承燁所創造角色。
吳其東（日：勝杏里）
韓國隊左打者，一站上壘包就會偷投捕暗號。

### 多明尼加隊
葛雷拉（日：伊藤榮次、台：何志威）
多明尼加的主砲打者，大聯盟的強打者之一。是以美國職棒名人堂選手弗拉迪米爾·葛雷諾所創造角色。
皮特羅.馬丁尼茲
有大聯盟最強右投的稱號。是以美國棒球名人堂選手佩卓·馬丁尼茲所創造角色。
艾力克斯.納瓦羅
多明尼加的救援投手。

### 古巴隊
布拉波（日：川田紳司）
古巴隊為了應付左打者比較多的日本隊因此對日本之戰初次被派上場的左投手。擅長投出像滑球的快速曲球、變化幅度大的曲球、垂直往下掉的曲球一共三種不同曲球。（雖然作者未說明，但被讀者推測此角色影射古巴領導人斐代爾·卡斯楚）
梅登
古巴隊的第一棒打者。對日本之戰第一局以跑步速度快的本事靠短打上壘、連續盜壘、第三棒的短打強迫取分跑本壘得分。

### 美國隊
赫林（聲：乃村健次，台：李世揚）
美國隊的總教練。
喬‧吉普森
美國隊的老將投手，在冠軍戰延長賽中，心臟不堪負荷而送醫開刀。是以美國職棒退役的投手藍迪·強森所創造的角色。
喬‧吉普森二世
美國隊菜鳥選手，三壘手，右投左右開弓，最後在冠軍戰從吾郎手中敲出再見滿貫砲，為美國捧回冠軍金盃。
波頓（聲：宗矢樹頼，台：何志威（第四季）→李世揚（第五季）→梁興昌（第六季））
大聯盟安納罕鮭魚隊的第4棒打者。在美國第一個從吾郎手中擊出全壘打的人,以提姆·賽門所創角色。
波提克（聲：田中完）
美國隊的主力捕手，以退役波士頓紅襪隊傑森·瓦瑞泰克所創角色。
艾力克斯‧岡薩雷斯（聲：森川智之，台：李景唐）
三壘手，右投右打。紐約泰坦隊的第3棒打者。在大聯盟得過4次全壘打王頭銜。在世界盃時以腳受傷為由打指定打擊把先發三壘手的位置交給吉普森二世。漫畫版在吾郎進入大聯盟的第二年到黃蜂隊對突襲者隊的世界大賽前一年期間因為受傷造成自身運動能力一直衰退不斷轉到很多球隊，最後一直長時間待在小聯盟治療，後來他接受了成為突襲者隊總教練的吉普森的邀請轉隊到德克薩斯突襲者隊擔任代打者。
以美國職棒退役三壘手艾力士·羅德里奎茲所創角色。
希薩（聲：坪井智浩）
游擊手，紐約泰坦隊選手。以退役美國職棒紐約洋基隊游擊手德瑞克·基特所創角色。
邦茲
美國隊的第4棒打者，在四強賽對上委內瑞拉九局上半擊出一發滿貫砲。是以美國職棒退役全壘打王貝瑞·邦茲所創造角色。
戴維斯
美國隊外野手，第一棒。以曾在波士頓紅襪隊及紐約洋基隊的退役外野手強尼·戴蒙所創角色。

## 大聯盟球隊

### 印第安那黃蜂隊（應參考於克里夫蘭印地安人队，现克里夫蘭守護者队）
傑夫·基恩（Jeff Keene）　配音：森川智之（日本）；梁興昌（台灣）
黃蜂隊強打鐵捕，背號1號。察覺出吾郎有Yips和血行障礙。
8年後透過FA制度轉隊至突襲者隊，與眉村和吉普森父子一同奮戰。
理查·瓦茲（Richard Watts）　配音：家中宏（日本）；何志威 → 馬伯強[世界大賽篇]（台灣）
投手，右投右打，背號14。
黃蜂隊的終結者。過去的隊友與吾郎同樣擁有過人膽色和才能，但因為犯了一個錯誤，患上Yips（投球失憶症）而克服不了，最終引退，所以很快便從吾郎的表現察覺出吾郎可能有Yips。
在季末因腰傷問題而轉任佈局投手，8年後成為黃蜂隊的總教練。
喬·山德士（Joe Sanders）　配音：石井康嗣（日本）；李世揚（台灣）
原為黃蜂隊小聯盟球員，在春訓時因傷引退，轉任黃蜂隊牛棚捕手兼職員。
麥克·馬德克（Mike Murdoch）　配音：山野井仁（日本）；李世揚 → 梁興昌[世界大賽篇]（台灣）
一壘手，右投右打，背號33。
透過球員交易而轉戰黃蜂隊，在小聯盟時被誣賴吸毒，從此不相信隊友，並常與隊友暴力相向，成為棒球浪人。後因為吾郎而有所改變。
8年後已是黃蜂隊隊長。
葛林（Greene）　配音：宇垣秀成
黃蜂隊一壘手以及外野手，第五棒，老將，指點丹士頓脫離低潮，但是因為一次外野守備和丹士頓撞在一起，受了傷，短時間無法康復。
羅賓森（Robinson）　配音：中國卓郎
黃蜂隊二壘手
詹姆斯（James）　配音：相馬幸人
黃蜂隊三壘手
洛伊（Roy）　配音：羽多野涉（日本）；何志威 → 鍾少庭[世界大賽篇]（台灣）
黃蜂隊游擊手，也是從小聯盟就與吾郎一同奮戰的隊友。
丹士頓（Dunston）　配音：金光宣明（日本）；梁興昌（台灣）
黃蜂隊左外野手，一度狀況不佳，在老將葛林的指點下走出低潮。
尼爾森（Nelson）　配音：川上貴史
黃蜂隊中外野手
捷克（Czech）
黃蜂隊右外野手，是黃蜂隊球員之中台詞最少的一位
帕克（Parker）　配音：森田成一（日本）；梁興昌（台灣）
黃蜂隊指定打擊，第四棒。
羅沙里歐（Rosario）
黃蜂隊的王牌投手
克拉克（Clark）
黃蜂隊投手，黃蜂隊對土狼隊最後一戰因為落後八分就放棄比賽對對手投報復觸身球，而被瓦茲訓了一頓就被換下去。
哈根（Hagan）　配音：川上貴史
黃蜂隊的中繼投手，是西班牙裔。
凱洛格（Kellogg）　配音：加藤寬規
與洛伊同期在小聯盟打拚的選手，一度離開棒壇，8年後已是黃蜂隊主力二壘手。
巴特勒（Butler）　配音：中國卓郎
與洛伊和凱洛格都是同期在小聯盟打拚的選手，7年後成為黃蜂隊主戰三壘手。
拉利·蘭斯（Larry Lance）　配音：小形滿（日本）；何志威（台灣）
印第安那黃蜂隊的老闆，很注重商業行銷，不太注重比賽，也不太相信球員。
蘇菲亞·李德（Sophia Reed）　配音：井上麻里奈（日本）；劉凱寧（台灣）
黃蜂隊職員，同時擁有調節教練（提高選手的「技術」、「維持與增進健康」、「預防運動障礙以及疾病」，也就是全權管理選手生活的教練）與營養師（控管選手飲食）執照。
史戴西（Stacy）　配音：鈴木琢磨（日本）；梁興昌（台灣）
黃蜂隊總教練，因為被老闆下達最後通牒（合約到期），指示此賽季一定要得冠軍，所以有非贏不可的決心。
相當相信選手，在馬德克狀況不好時，仍然相信他還有身為職業球員的尊嚴，給他機會。
東尼（Tony）　配音：保村真（日本）；李世揚（台灣）
黃蜂隊投手教練
總管（General Manager）　配音：川上貴史
黃蜂隊總管

### 德克薩斯突襲者隊（對應德州遊騎兵隊）
喬·吉普森二世
三壘手，右投左右開弓。加入突襲者隊第二年季後賽之後為第4棒打者，以優異的表現幫助突襲者隊拿下世界大賽冠軍。
艾力克斯·岡薩雷斯
突襲者隊代打者。原泰坦隊主力強打者。動畫版未出現。
雷斯勒·科恩
突襲者隊救援投手。南方聯盟的救援王。
傑森
突襲者隊選手。吉普森二世加入突襲者隊第一、二年時期登場角色。
眉村健
日本職棒頂尖的強力右腕，8年後透過FA轉戰大聯盟，成為突襲者隊王牌投手。
傑夫·基恩
原黃蜂隊主力強打者捕手，8年後轉隊至突襲者隊並擔任第5棒。
喬·吉普森
曾是拿下300勝的傳奇投手，8年後成為突襲者隊總教練。

### 安那罕鮭魚隊（應參考洛杉磯天使隊）
桑契斯（聲：小山剛志，台：李世揚）
鮭魚隊王牌投手，是陣中經驗豐富的老將，帶領球隊擊敗黃蜂隊拿下北方聯盟冠軍，但在世界大賽中敗給突擊者隊。
波頓（聲：宗矢樹瀨，台：何志威（第四季）→李世揚（第五季）→梁興昌（第六季））
鮭魚隊第4棒，是大聯盟中相當有名的強打者，以提姆·賽門所創角色。。
佛克斯（聲：三宅健太，台：梁興昌（第四季）→李景唐（第六季））
鮭魚隊捕手，在春訓期間與吾郎一同被下放3A，隔年回到大聯盟。
坂口（聲：石野龍三）
動畫版登場角色。鮭魚隊第1棒，黃蜂隊的尼爾森曾經跟他有過節。
小野寺
鮭魚隊救援投手，去年的北聯救援王。

### 明尼蘇達土狼隊（應參考明尼蘇達雙城隊）
西爾瓦
土狼隊游擊手第4棒。上半季球賽因為受傷到小聯盟接受復健治療，進入下半季球賽讓土狼隊成為爭奪北方聯盟中區冠軍的原動力，而且再度跟吾郎所在的黃蜂隊爭奪北聯中區冠軍，一心想打中100英里快速直球報世界盃一箭之仇，最後又再度敗給吾郎。
史普林克
土狼隊的終結者。有48次救援成功的北聯救援王。
荷里斯塔
土狼隊王牌投手。
史卓貝瑞
土狼隊的第1棒打者。
西爾斯
土狼隊的第6棒打者。黃蜂隊對土狼隊最後一戰與血行障礙的吾郎纏鬥直到吾郎投出使盡全力的一球被三振。

### 紐約泰坦隊（對應紐約洋基隊）
艾力克斯．岡薩雷斯
泰坦隊第3、4棒。
希薩
泰坦隊選手。
板尾
泰坦隊的強打者之一。
卡貝拉
泰坦隊第1棒。
喬·吉普森
前泰坦隊王牌左投，在大聯盟累積超過300勝。

## 其它人物
日下部（聲：遠近孝一，台：曹冀魯）
東京勇士隊的翻譯人員，在日本幫吉普森翻譯；10餘年後成為球探。
真紀子（聲：岩村琴美）
小薰的高中同學與好友，在動畫中與小薰讀同一間大學並且持續打壘球。經常在小薰與吾郎的感情上推波助瀾。
八木沼隼人（聲：鈴村健一，台：李世揚）
21歲。右投右打。游擊手。身高178公分，體重72公斤。
吾郎到達美國後所遇到的日本人，曾多次參加小聯盟測試會，前往測試會場的路上幫了吾郎不少的忙。之後跟吾郎等人通過鮭魚隊測試，但升上1A後因舊傷復發而無好表現，不幸被球團解雇。
動畫提前於第三季登場，當時在關東大學棒球隊，對上大磯國際大學時曾被川瀨涼子以滑球三振。
克里斯多佛‧威廉（聲：梶裕貴）
右投左打。一壘手。與吾郎和八木沼等人一起通過鮭魚隊測試會的球員。
馬修·山德斯（聲：齋藤千和）
山德斯的兒子，非常希望爸爸能繼續打球。
潔西卡·山德斯（聲：岡本麻彌）
山德斯的妻子，娘家經營修車廠。
陣內瑪麗（聲：田中敦子）
愛麗絲的媽媽，希望父親能夠將球隊轉手並前往大都市接受更好的治療。
陣內新司（聲：飛田展男）
愛麗絲的爸爸，任職於日商企業的日裔美國人。
比利·奧利佛（聲：小山力也，台：李世揚）
運動心理醫生，負責幫助在大聯盟第一年患上yips的吾郎治療。曾經幫助過因本田茂治之死和妻子、女兒之死受到身心創傷的吉普森。
奧利佛的妻子（聲：井上喜久子）
運動心理醫生奧利佛的妻子，於吾郎治療期間對其相當照顧。
珊蒂·馬德克（聲：日高里菜）
馬德克的女兒，對名聲不佳的爸爸始終抱持信心。
柯妮·馬德克（聲：櫻井浩美）
馬德克的妻子，對丈夫固執的個性很是頭痛。
米契爾（聲：安井邦彥，台：何志威）
裁判，以判決嚴格出名。
艾蜜莉·佛克森（聲：豐口惠，台：詹雅菁）
體育專家醫生，幫助吾郎診斷出血行障礙。